# چرخه رنگ‌ها
چرخه رنگ‌ها بر اساس رنگ‌های رنگین کمان تنظیم شده است: قرمز، نارنجی، زرد، سبز، آبی و بنفش. با قرار دادن این طیف‌ها در حول یک دایره ترکیب جدید، ولی در چرخه رنگ‌ها یافت می‌شود. با استفاده از این چرخه رنگ فهمیدن ارتباط بین رنگ‌های مختلف آسان‌تر خواهد شد.

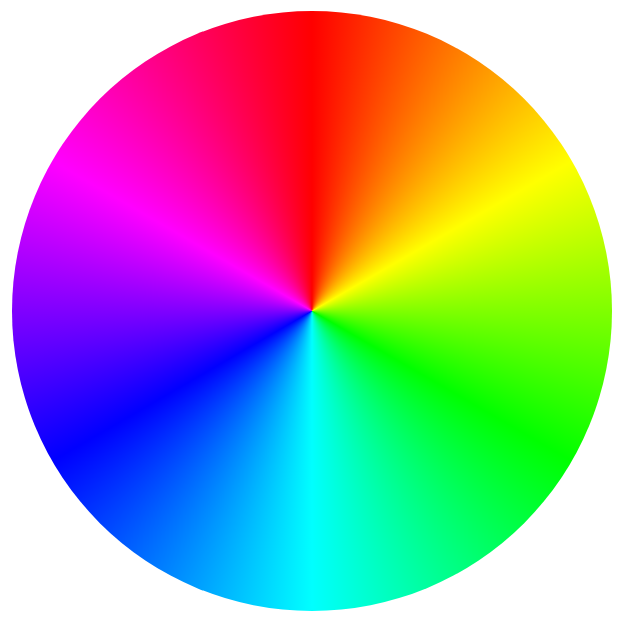
چرخ رنگ

## اجزاء چرخه رنگ

این تصویر چرخه رنگ‌ را نشان می‌دهد. رنگ‌های اصلی، رنگ‌های ثانویه، رنگ‌های مرتبه سوم و مکمل‌بودن رنگ‌ها با یکدیگر، در تصویر مشخص است.

تمام رنگ‌ها از ترکیب سفید، سیاه و رنگ‌های اصلی ساخته شده‌اند. چرخه رنگ ارتباط بین رنگ‌ها را تشریح می‌کند.

### رنگ‌های اصلی
رنگ‌های اصلی (قرمز، زرد و آبی) رنگ‌های خالص بوده و از ترکیب هیچ رنگ دیگری به دست نمی‌آیند. اگر سه رنگ با هم مخلوط شوند نتیجه کار رنگ خاکستری تیره فام‌دار (یا به قولی دیگر سیاه یا قهوه‌ای) است.

### رنگ‌های ثانویه
از ترکیب مساوی دو رنگ اصلی رنگ‌های ثانویه به دست می‌آید. نارنجی، سبز و بنفش رنگ‌های ثانویه هستند.

### رنگ‌های مرتبه سوم
رنگهای قرمز-نارنجی، قرمز-بنفش، زرد-سبز، زرد-نارنجی، آبی-بنفش و آبی-سبز از رنگ‌های اصلی و ثانویه با هم ترکیب شده و رنگ‌های مرتبه سوم را تشکیل می‌دهند.

### رنگ‌های مکمل
اگر دو رنگ باهم مخلوط شوند و خاصیت رنگین بودن یکدیگر را خنثی کنند، مکمل یکدیگر هستند. نکته جالب اینجاست که اگر دو رنگ مکمل در مجاورت هم قرار گیرند، خاصیت رنگین بودن یکدیگر را تشدید خواهند کرد. در دایره رنگ، رنگ‌های مکمل به صورت دو سر قطر دایره روبروی هم قرار دارند.